# Helena Isoz
Anna Maria Helena Isoz, född 4 oktober 1964, är en svensk konstnär. 
Helena Isoz utbildade på konstlinjen på Nyckelviksskolan 1984–1985, Birkagårdens folkhögskola 1985–1987 och Kungliga Konsthögskolan i Stockholm 1989–1994. Hon tilldelades Ester Lindahls stipendium 2001.
Hon har undervisat i akvarellkurser på Gerlesborgsskolan i Bohuslän 2003–2012.
Helena Isoz utvaldes i januari 2016 att gestalta en av de nya planerade tunnelbanestationerna i Stockholmsregionen.

## Offentliga verk i urval
- Bländare, målning, 2015, Södra förbindelsestråket i Nya Karolinska Solna
- Svävar, driver,  väggmålning på 170 kvadratmete längs ena sidan i den centrala trapphallen genom tre våningsplan, samt terrazzogolv, 2012, tillbyggnaden till Gymnastik- och idrottshögskolan i Stockholm[3][4]